# Politique en République centrafricaine
La République centrafricaine est une république où le président de la République est à la fois chef de l'État, chef de l'exécutif et garant de l'indépendance du pouvoir judiciaire. Le pouvoir législatif est exercé par le Parlement qui comprend deux chambres l'Assemblée nationale et le Sénat.

## Pouvoir exécutif
| Fonction                   | Nom                       | Parti | Depuis le      |
| -------------------------- | ------------------------- | ----- | -------------- |
| Président de la République | Faustin-Archange Touadéra | MCU   | 30 mars 2016   |
| Premier ministre           | Félix Moloua              |       | 9 février 2022 |

Le pouvoir exécutif est composé du président de la République et du Gouvernement. Le président de la République est élu au suffrage universel direct et au scrutin secret majoritaire à deux tours pour un mandat de 5 ans renouvelable une seule fois. Il nomme le Premier ministre et préside le Conseil des ministres.
Michel Djotodia est parvenu au pouvoir par un coup d'État contre François Bozizé le 24 mars 2013 et s'est auto-proclamé président de la République.
Le 10 janvier 2014, le président de la transition centrafricaine Michel Djotodia et son Premier ministre Nicolas Tiangaye annoncent leur démission lors d'un sommet extraordinaire de la communauté économique des États de l'Afrique centrale (CEEAC),.
Le 20 janvier 2014, le conseil national de transition de la République centrafricaine élit Catherine Samba-Panza comme chef de l'État de transition Elle prête serment le 23 janvier 2014 et le 25, elle nomme Premier ministre, André Nzapayeké.
Le 14 février 2016, Faustin-Archange Touadéra est élu président de la République et prend ses fonctions le 30 mars. Il est réélu en décembre 2020.

## Pouvoir législatif

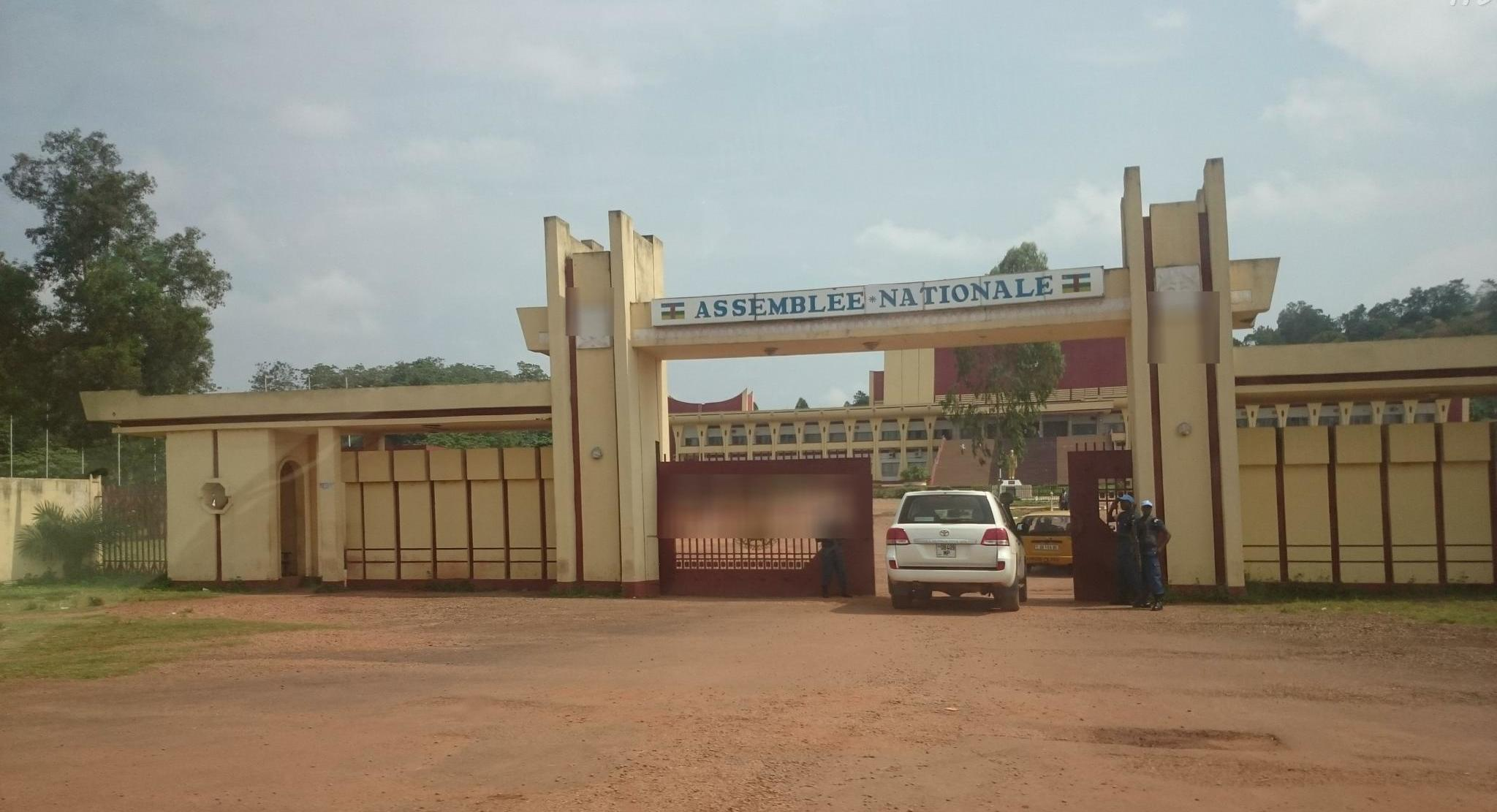
Entrée de l'Assemblée nationale à Bangui

Selon la constitution du 27 décembre 2004, l'Assemblée nationale compte 105 membres élus pour cinq ans à l'issue de deux tours de scrutin. Depuis la promulgation par le président Djotodia le 18 juillet 2013, de la Charte constitutionnelle de transition, le pouvoir législatif et constituant de la République centrafricaine est exercé par le Conseil national de transition, il est composé de 135 membres représentant les différentes catégories politiques et socioprofessionnelles du pays.
La Constitution de la République centrafricaine promulguée le 30 mars 2016 stipule que le pouvoir législatif est exercé par un Parlement composé de deux chambres : lʼAssemblée nationale et le Sénat. Le Parlement légifère et contrôle lʼaction du Gouvernement.
Les 140 députés sont élus pour un mandat de cinq ans, à partir du système du suffrage universel direct. Le Sénat prévu par la constitution n'est pas mis en place, au préalable doivent être adoptés les textes relatifs aux collectivités territoriales et d'autre part, doivent être organisées les élections régionales et municipales.

## Partis politiques
Après avoir connu une longue période de régime à parti unique depuis l'indépendance, interrompue par une brève parenthèse pluraliste de 1980 à 1981, la République centrafricaine adopte le multipartisme en 1991.

## Élections

### Élections présidentielles
L'élection présidentielle est un scrutin à deux tours au suffrage universel direct. Un candidat est élu au premier tour s'il y obtient la majorité absolue des suffrages. Dans le cas contraire, il y a un second tour entre les deux candidats ayant obtenu le plus de voix.
Le mandat est renouvelable une seule fois.

### Élections législatives
En 2011, 105 députés sont élus, en 2015, 140.
Il s'agit d'un scrutin à deux tours au suffrage universel direct, pour des binômes (candidat et suppléant). Un candidat est élu au premier tour s'il y obtient la majorité absolue des suffrages. Sinon, il y a un second tour entre les deux premiers candidats.
Les élections législatives peuvent avoir lieu le même jour que les élections présidentielles, comme lors des élections de 2005, 2011 et 2015.

### Élections régionales
Chaque sous préfecture élit deux conseillers régionaux (comme pour les députés, le vote inclut un suppléant).
Le mode de scrutin est identique aux élections présidentielle et législatives (deux tours, majorité absolue ou relative, etc.).

### Élections municipales
En principe, des élections municipales ont lieu. En réalité, les dernière élections municipales, au suffrage universel direct, datent de 1988.

## Pouvoir judiciaire
La justice constitue un pouvoir indépendant du pouvoir législatif et du pouvoir exécutif. Elle est rendue sur le territoire de la République centrafricaine au nom du Peuple centrafricain par la Cour de cassation, la Cour des comptes, le Conseil d'État et les cours et tribunaux.